# هشام عبد الرسول
هشام عبد الرسول لاعب كرة قدم في منتخب مصر المتاهل لكاس العالم سنة 1990 ، توج بلقب هداف مصر في التصفيات نفسها قبل ان يتعرض للإصابة قبل كاس العالم مباشرة وهو من مواليد 1964 ، كان يلعب لفريق المنيا في مصر، إحراز 55 هدفاً في 6 مواسم، قام محمود الجوهري بضمه لأول مرة للمنتخب في 1988 ، وقد خاض أكثر من تجربة تدريبية بدوري الدرجة الثانية ومنها مديراً فنياً لنادي الفيوم الرياضي .